# ستاد مزرعه آ.ت.
ستاد مزرعه آ.ت. (به انگلیسی: A.T. Ranch Headquarters) یک مزرعه (محل) و بافت تاریخی در ایالات متحده آمریکا است که در شهرستان ویلر، نبراسکا قرار دارد.